# Solto Collina
Solto Collina là một đô thị ở tỉnh Bergamo trong vùng Lombardia của nước Ý, có vị trí cách khoảng 80 km về phía đông bắc của Milano và khoảng 30 km về phía đông bắc của Bergamo. Tại thời điểm ngày 31 tháng 12 năm 2004, đô thị này có dân số 1.563 người và diện tích là 12,0 km².
Solto Collina giáp các đô thị: Castro, Endine Gaiano, Fonteno, Pianico, Pisogne, Riva di Solto, Sovere.